# Jonas Boklund
Jonas Boklund född 1727, död 1812, var en svensk träsnidare. Han var farfar till Johan Christoffer Boklund och Lorens Christoffer Boklund.
Boklund var verksam som träsnidare i ett flertal skånska kyrkor under 1700-talets mitt. Han utförde bland annat en bild till dopfunten i Gumlösa kyrka 1753 och en altartavla till Ängelholms kyrka 1775.